# Lê Bá Đảng
Lê Bá Đảng (27/06/1921 - 07/03/2015) là một họa sĩ nổi tiếng, ông sinh ra tại làng Bích La Đông, xã Triệu Đông (nay thuộc xã Triệu Thành), huyện Triệu Phong, tỉnh Quảng Trị; mất tại Paris, Cộng hòa Pháp, thọ 94 tuổi.

## Tiểu sử
Ông sang Pháp năm 1939 trong phong trào "Lính thợ", đã tham gia vào những đội quân chống phát xít của nước Pháp, bị Đức quốc xã bắt làm tù binh.
Ông học tại Học viện Nghệ thuật Toulouse và trở thành một họa sĩ nổi tiếng ở châu Âu. Triển lãm đầu tiên ra mắt tại Paris năm 1950.
Năm 1989 nhận giải thưởng "Nghệ sĩ có tài năng lớn và tư tưởng nhân đạo" của Việt Quốc tế Saint-Louis của Mỹ
Năm 1992 được Trung tâm tiểu sử quốc tế thuộc Đại học Tổng hợp Cambridge của Anh đưa vào danh mục những người có tên tuổi của thế giới
Năm 1994 được Nhà nước Pháp tặng "Huân chương Văn hóa nghệ thuật Pháp". Được giới nghệ thuật đánh giá là bậc thầy của hai thế giới Đông - Tây.
Năm 2005, Họa sĩ được nhận huy chương kháng chiến chống Mỹ cứu nước và nhận danh hiệu Vinh danh nước Việt do báo điện tử VietnamNet phối hợp với Ủy ban Mặt trận Tổ quốc Việt Nam trao tặng.
Năm 2006, họa sĩ cùng với Ủy ban nhân dân tỉnh Thừa Thiên Huế xây dựng Trung tâm Nghệ thuật Lê Bá Đảng tại số 15 đường Lê Lợi, thành phố Huế.
Tác phẩm của ông có mặt trong nhiều bộ sưu tập tư nhân, trong đó có Mỹ, Nhật Bản và Pháp.

## Những sự kiện sáng tạo
1964-1965 Created the "Eight Horses" in collaboration with CHOU Ling, his first portfolio in relief and without color nor ink.
1967 "La Nature Prie Sans Paroles" (Nature prays without words), lithographies.
1968 Portfolio of Horse lithographies.
1969-1973 "Paysage Indomptable" (Indomitable Landscape) and sculptures about Vietnam
1974 "The Ten Horses" lithographies portfolio
1976 "Fantasies", a suite of lithographies
1977 "Flower Series", a series of lebadangraphies
1978 LEBADANG creates the costumes and set designs for the opera "MY CHAU-TRONG TUY " performed at the National Opera Theatre of Paris. This lyrical French-vietnamese creation was a first and an event.
1981 "La Comédie Humaine". Its themes were translated into the mediums of sculpture, lithography, watercolors and paintings.
1984 "The Art to Wear". It is jewelry with art, jewelry with culture.
1985 LEBADANG creates "Spaces".
1989 Laureate of the Award of the International Institute of Saint-Louis, U.S.A.
1990 "Spaces" exhibitions in the U.S.A., Japan and Germany.
1991 LEBADANG is commissioned to realize the sword of Academician for Professor Jacques RUFFIE

## Các triển lãm cá nhân
1950 Librairie du Globe, Paris
1952 Galerie de l'Odeon, Paris
1953 Galerie de l'Odeon, Paris
1956 Au Seuil Etroit, Paris
1957 Galerie Cezanne, Cannes
1958 Au Seuil Etroit, Paris
Galerie Cezanne, Cannes
Château de la Napoule
1960 Au Seuil Etroit, Paris
Galerie Source, Aix-en-Provence
1962 Galerie INA Fuchs, Dusseldorf, Germany
1963 Galerie Mignon Massart, Nantes
1966 The Newman Contemporary Art Gallery, Philadelphia
Cincinnati Art Museum
1972 Galerie Fontaine, Paris
Frost and Reed Gallery, London
1974 Kuntsmesse, Dusseldorf
Circle Galleries: New-York, Chicago, San Francisco, Los Angeles, San Diego
1975 Kuntsmesse, Koln
1977 Galerie Hautot, Paris
1978 Wonderbank Gallery, Frankfurt
1979 Circle Galleries: New-York, Los Angeles, San Francisco, San Diego
Cherry Creek Gallery of Fine Art, Denver
1980 Circle Gallery, Chicago
Clayton Art Gallery, Clayton
Genner Gallery, Duisbourg
Wonderbank Gallery, Frankfurt
1981 Circle Galleries: Dallas, Los Angeles, Houston
The Owl Gallery, San Francisco
Walton Street Gallery, Chicago
Gallery in the Square, Boston
1982 Circle Galleries: New-York, Pittsburg, San Diego, San Jose, Northbrook 
Carolyn Summers Gallery, New Orleans
Altamonte, Springs
Cherry Creek Gallery of Fine Art, Denver
Clayton Art Gallery, Clayton
The Old Olive Tree, Scottsdale
Pavilion Gallery, Portland
Ludeke Gallery, Cincinnati
Pioneer Square Gallery, Seattle
1983 Circle Galleries: Chicago, San Diego, New-York, 
Promenade Gallery, Woodland Hills
1984 Circle Galleries: Houston, Northbrook, San Francisco, San Jose, Miami
Pioneer Square Gallery, Seattle
Congress Square Gallery, Portland
Gallery in the Square, Boston
1985 Circle Galleries: New-York, Chicago, New-Orleans, Pittsburg, Los Angeles
Cherry Creek Gallery of Fine Art, Denver
Promenade Gallery, Woodland Hills
1986 Circle Galleries: New-York, Northbrook, Chicago, San Francisco
1987 Circle Galleries: New-York, Chicago, Los Angeles
Japan: Osaka, Tokyo, Kyoto, Nagoya, Ashiya
1988 U.S.A., Japan, Germany
1989 Award from The International Institute of Saint-Louis
1990 "Spaces" exhibitions
1991 Commissioned to make the sword of Academician for Professor Jacques 
RUFFIE
1992 Vietnam: Exhibition in his native village, Bich-La-Dong, Quang-Tri Province, Hue, to honor the memory of his father and his ancestors
1994 Was made "Chevalier des Arts et des Lettres", Culture Ministry, France
U.S.A.: Park West Gallery, Detroit-Southfield
1995 Germany: Herburger Gallery, Saarbrucken
1996 India: Solo exhibition, Birla Academy of Art and Culture, Calcutta
1997 Creation of big "Spaces" (300 sq.m, 10m high) in the quarries 
of the medieval village of the Baux de Provence, at the "Cathedral of Images" until 2002
2002 Hô Chi Minh Museum, Huê International Festival, Vietnam
2003 VRG Gallery, rue Jacob, Paris
2004 Hô Chi Minh Museum, Huê International Festival, Vietnam
Galerie Hoa Mai, rue Guénégaud, Paris
2005 Bijutsu Sekai Gallery, Ginza, Tokyo, Japan
2006 Le Ba Dang Art center Hue

## Các website cá nhân
- http://lebadang.vn Lưu trữ ngày 18 tháng 4 năm 2020 tại Wayback Machine
- http://lebadang.free.fr
- http://viettouch.com/lebadang Lưu trữ ngày 31 tháng 12 năm 2006 tại Wayback Machine